# Скаген
Скаге́н — місто в Данії, на півночі Ютландії, на мисі Гренен, що розділяє протоки Скагеррак і Каттегат.
Населення 11 803 осіб (2005). У січні 2007 року власна комуна була скасована і місто увійшло до складу нової комуни Фредеріксхавн.
Місто відоме своїми піщаними дюнами, що приваблюють туристів. Для них проводиться святкування дня літнього сонцестояння, коли на пляжах палять вогнища і співають пісні.
Відома пам'ятка — стара міська церква, котра була занесена дюнами в кінці XVIII століття.

## Географія
Біля міста дві течії — одна з Північного моря, інша з Балтійського. Води цих течій ніколи не зливаються, оскільки у них різна густина води. Тому добре видно, де вони сходяться вода має різні кольори по різні боки течій. Місцеві жителі це місце називають краєм світу.

### Клімат
Місто знаходиться у зоні, котра характеризується морським кліматом. Найтепліший місяць — липень із середньою температурою 16.1 °C (61 °F). Найхолодніший місяць — лютий, із середньою температурою 0.6 °С (33 °F).
| Клімат Скагена          | Клімат Скагена | Клімат Скагена | Клімат Скагена | Клімат Скагена | Клімат Скагена | Клімат Скагена | Клімат Скагена | Клімат Скагена | Клімат Скагена | Клімат Скагена | Клімат Скагена | Клімат Скагена | Клімат Скагена |
| Показник                | Січ.           | Лют.           | Бер.           | Квіт.          | Трав.          | Черв.          | Лип.           | Серп.          | Вер.           | Жовт.          | Лист.          | Груд.          | Рік            |
| Абсолютний максимум, °C | 12             | 11             | 12             | 16             | 22             | 26             | 30             | 28             | 25             | 18             | 17             | 11             | 30             |
| Середній максимум, °C   | 2              | 2              | 3              | 7              | 13             | 16             | 18             | 18             | 15             | 11             | 7              | 4              | 10             |
| Середня температура, °C | 1              | 0              | 2              | 5              | 10             | 13             | 16             | 16             | 13             | 9              | 6              | 2              | 8              |
| Середній мінімум, °C    | 0              | −1             | 1              | 3              | 7              | 11             | 13             | 13             | 11             | 7              | 4              | 1              | 6              |
| Абсолютний мінімум, °C  | −16            | −13            | −10            | −3             | 1              | 1              | 7              | 6              | 1              | −2             | −5             | −12            | −16            |
| Днів з опадами          | 20             | 15             | 16             | 14             | 13             | 13             | 12             | 14             | 18             | 18             | 20             | 20             | 193            |
| Днів з дощем            | 14             | 9              | 13             | 13             | 13             | 13             | 12             | 14             | 18             | 18             | 19             | 16             | 172            |
| Днів зі снігом          | 10             | 9              | 6              | 3              | 0              | 0              | 0              | 0              | 0              | 0              | 3              | 7              | 38             |
| ----------------------- | -------------- | -------------- | -------------- | -------------- | -------------- | -------------- | -------------- | -------------- | -------------- | -------------- | -------------- | -------------- | -------------- |
| Джерело: Weatherbase    |                |                |                |                |                |                |                |                |                |                |                |                |                |

## Відомі особистості
Скаген був культурним центром Данії. Тут жило багато митців, серед них так звані скагенські художники. Відомі особи, що жили, або родом із міста:
- Анна Анкер
- Міхаель Анкер
- Георг Брандес
- Холгер Драхман
- Генрік Понтоппідан
- Педер Северин Крьойер
- Маріє Тріпке Крьоер Алфвен
- Крістіан Кроог
- Хюго Алфвен
- Ганс Крістіан Андерсен

## Галерея

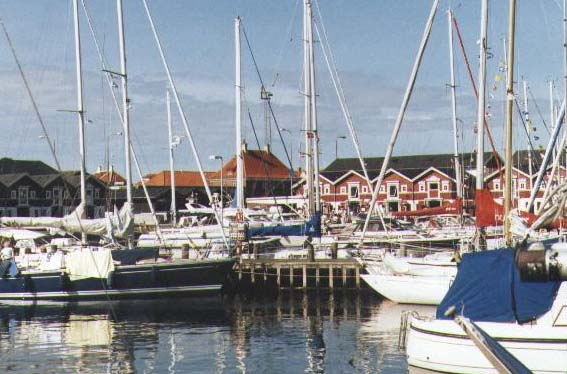
Міська гавань
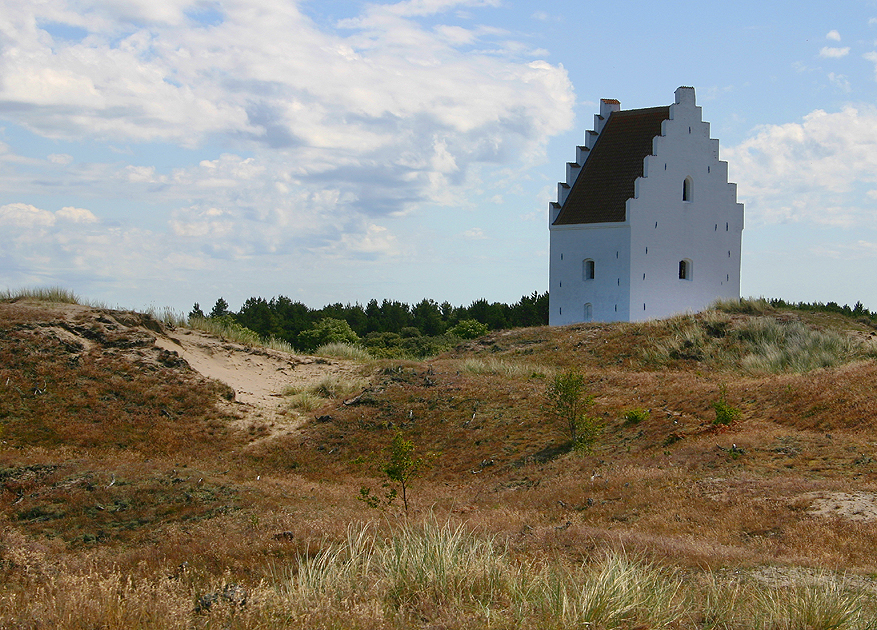
Башта Захороненої церкви (дан. tilsandede kirke) височіє над піщаною дюною
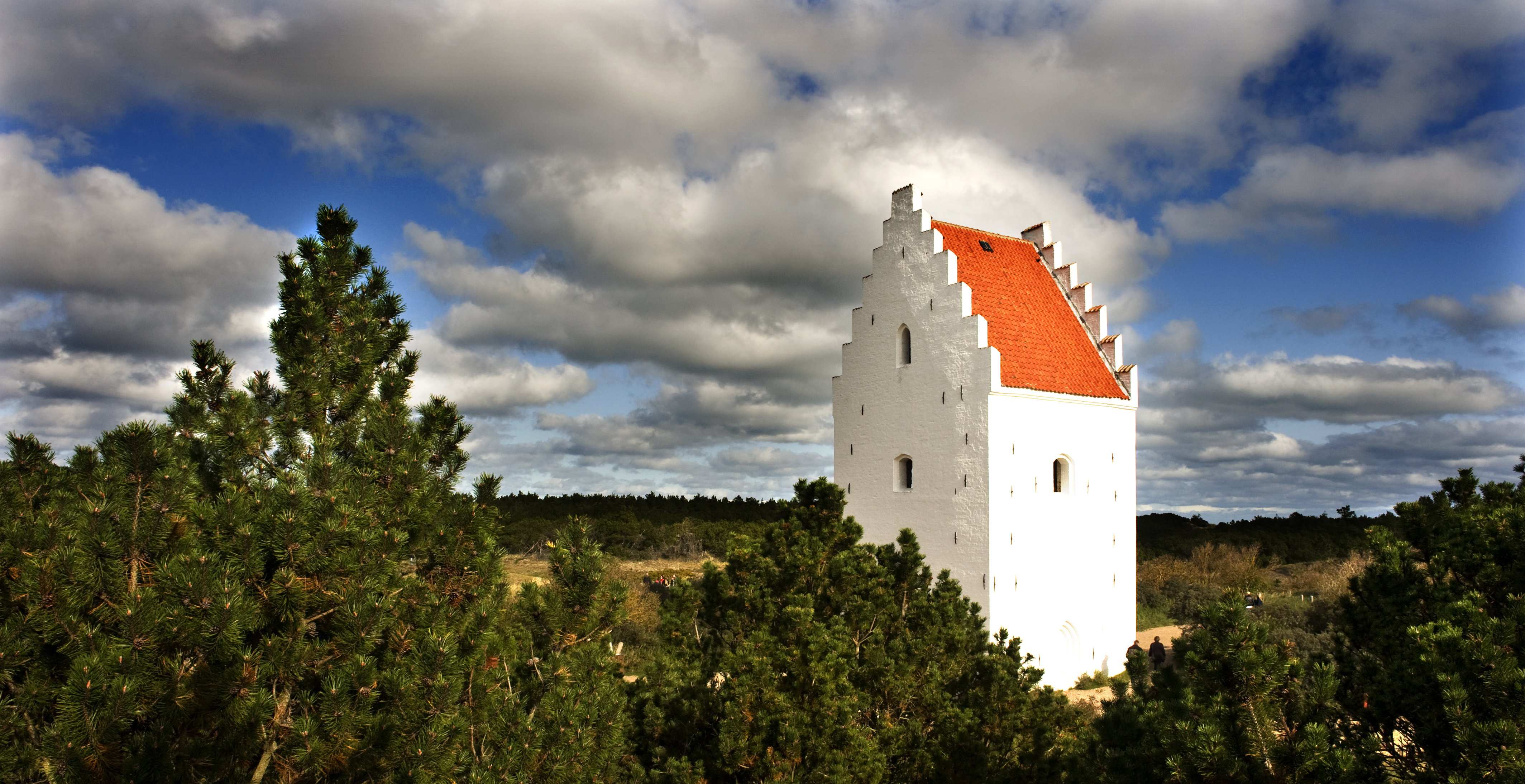
Башта з іншого ракурсу
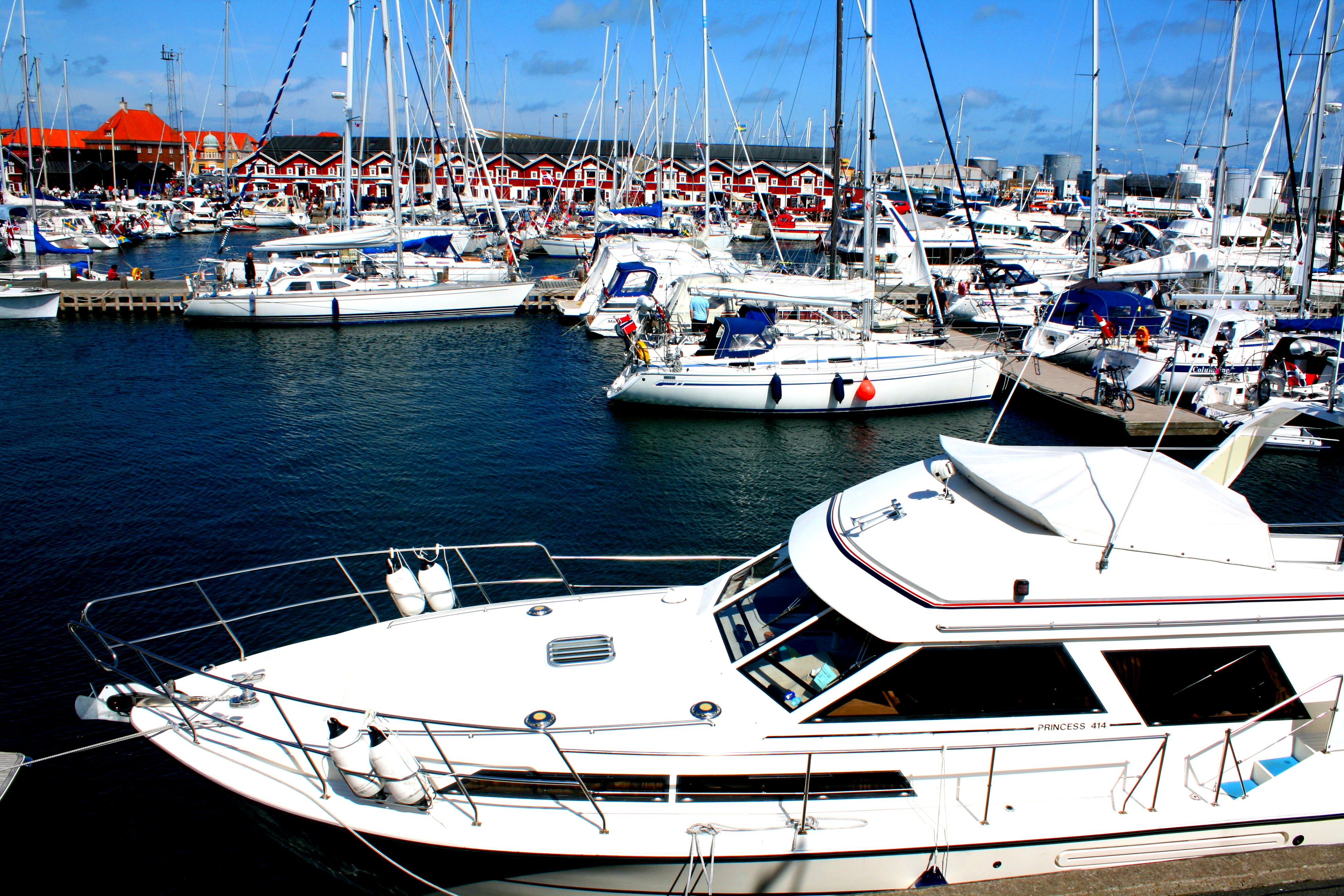
Гавань
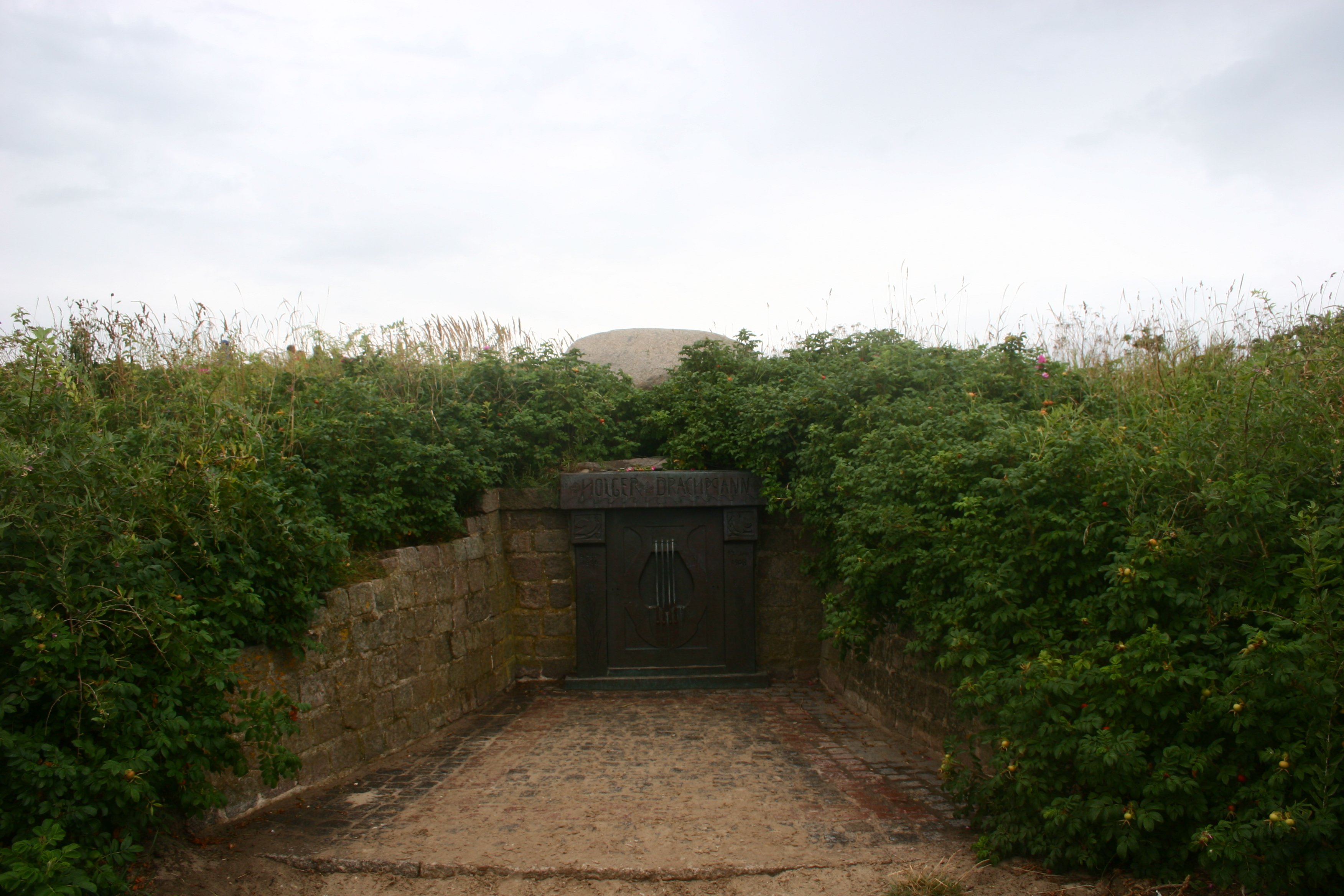
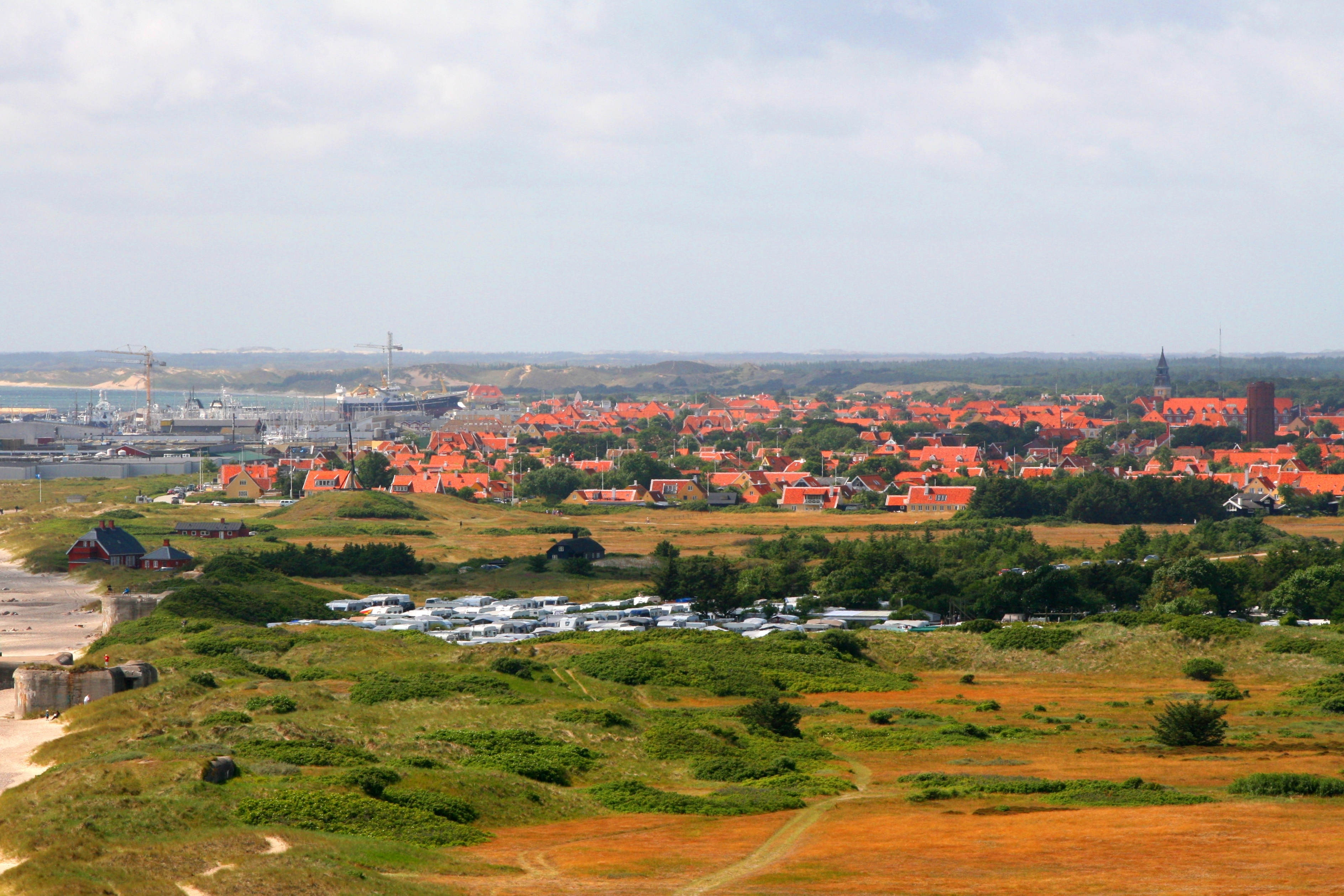
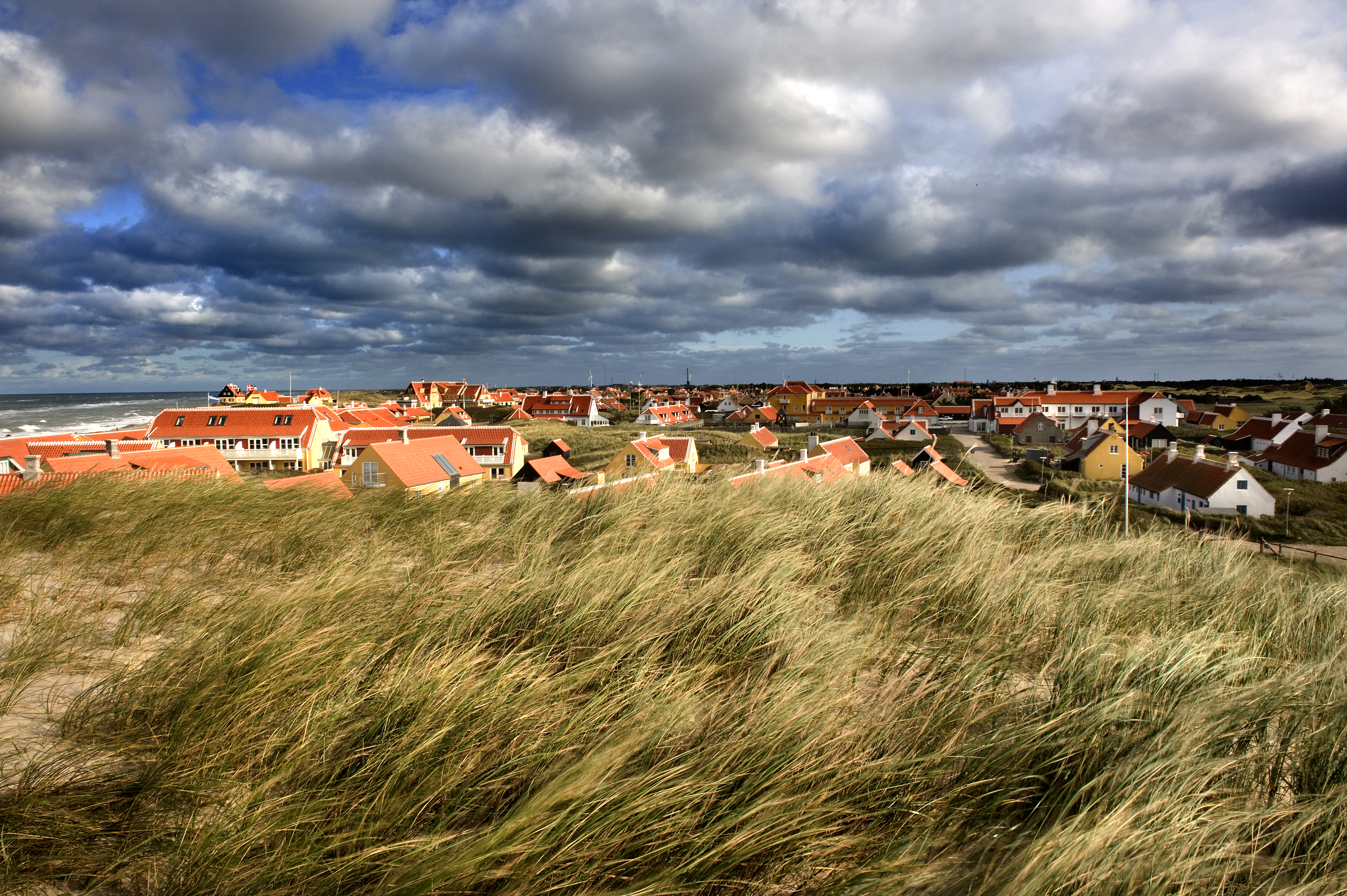
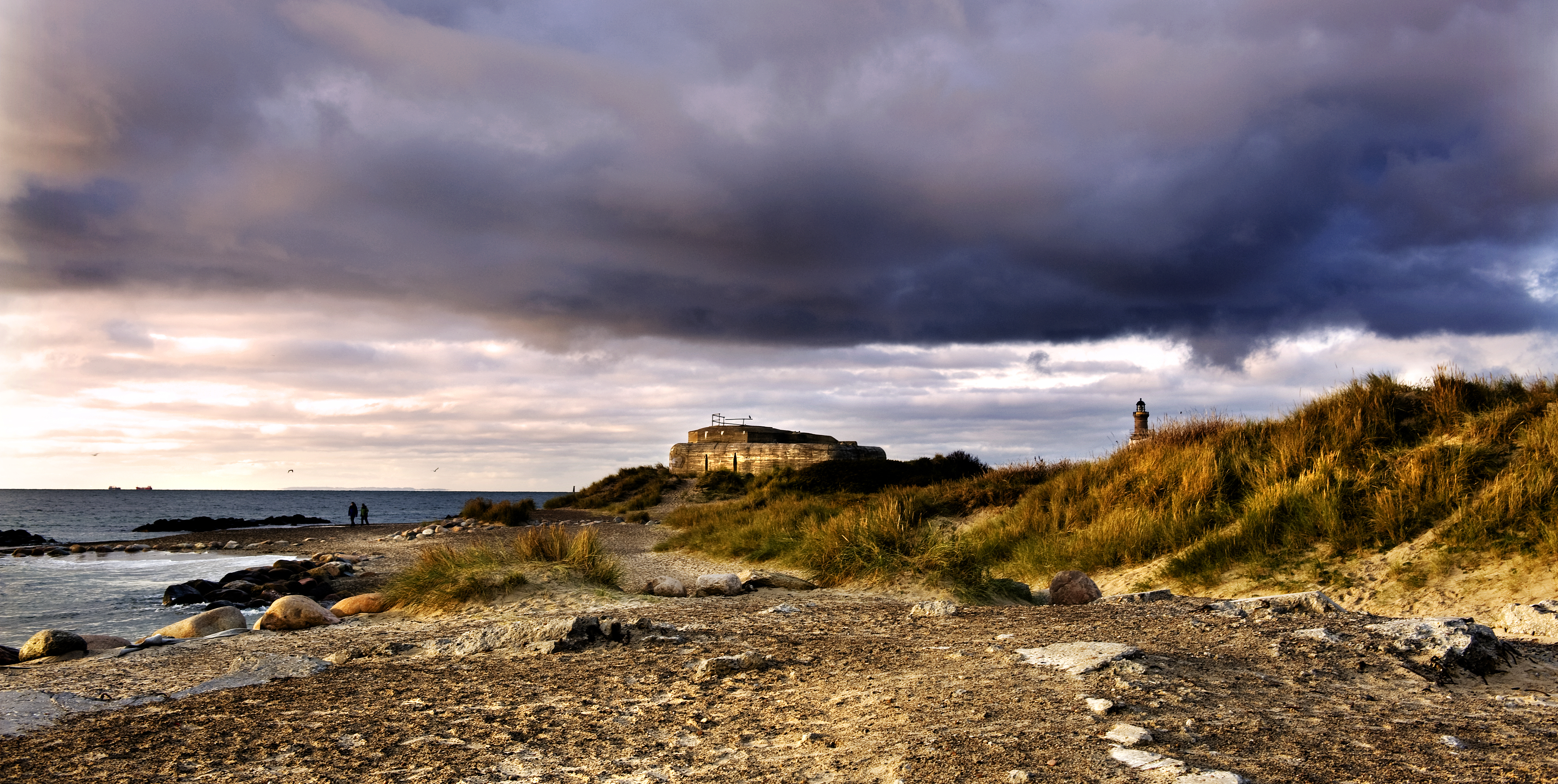
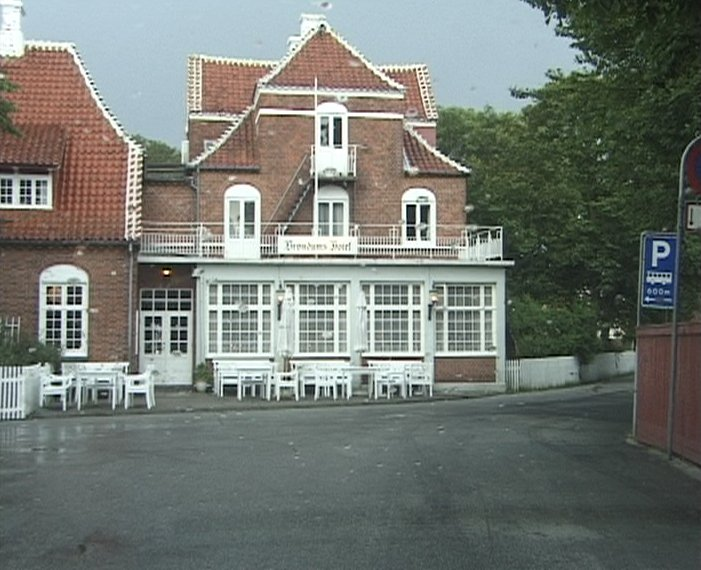
Готель Брьондюмс
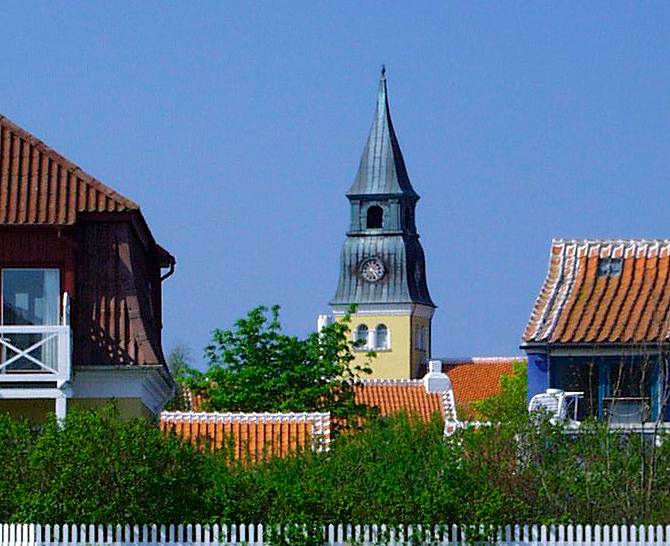
Церква в центрі міста